# Oddelek za umetnostno zgodovino, Filozofska fakulteta v Ljubljani
Oddelek za umetnostno zgodovino deluje na Filozofski fakulteti Univerze v Ljubljani. 
Umetnostna zgodovina je humanistična veda, ki govori o spomenikih likovne umetnosti, o tem,
s kakšnimi zunanjimi oblikami so bili izraženi, s kakšnimi vsebinami so bili zaznamovani in v kakšnem okolju so nastali. 
Ker je umetnostna zgodovina v svojem bistvu zgodovina idej, ki so dobile likovno podobo, se umetnostna zgodovina 
tesno povezuje z drugimi humanističnimi vedami, zlasti z zgodovino, arheologijo, filozofijo, literarno zgodovino, sociologijo.

## Zgodovina
Študij umetnostne zgodovine na Filozofski fakulteti je bil načrtovan že v začetku priprav na ustanovitev univerze, ob koncu prve svetovne vojne, leta 1918. Vzpostavitev študija je bila zaupana Izidorju Cankarju, ki je doktoriral pri Maxu Dvořaku na Dunaju in je bil tedaj eden najvidnejših slovenskih izobražencev, aktiven kot urednik  in politik. Predavanja so se začela v prvem letu delovanja nove univerze maja leta 1920, in kljub manjšemu številu vpisanih študentov, ki so sodelovali v seminarju, so bila predavanja dobro obiskana. Več podatkov o samem delu v umetnostnozgodovinskem seminarju lahko najdemo v kroniki, ki sta jo pisala Izidor Cankar in od leta 1938 France Stele. V času druge svetovne vojne in še posebej po njej se je vpis na študij povečal, po vojni je imel seminar kar 50 slušateljev. Seminaristi so potovali po Sloveniji in Jugoslaviji, stekle so celo delovne akcije, kot  na primer čiščenje močno poškodovane cerkve v Kostanjevici. 
Stele se je leta 1957 upokojil in vodstvo seminarja prepustil Stanetu Mikužu, temu pa sledila prva večja razširitev oddelka. V naslednjih desetletjih se je študij razvijal v okviru dveh sklopov, to je bila obča umetnostna zgodovina ter slovenska in jugoslovanska umetnostna zgodovina.
Po prvem letu predavanj v poslopju učiteljišča (današnja Gimnazija Ledina) je umetnostnozgodovinski seminar, kasnejši oddelek, med obema vojnama deloval v poslopju Deželnega dvorca oziroma Univerze v Ljubljani, od druge vojne naprej v Narodni in univerzitetni knjižnici, nato pa v novih prostorih severnega trakta tretjega nadstropja Filozofske fakultete na Ašlerčevi. Oddelek se je leta 1993 preselil v južni trakt poslopja in pridobil prostor za priročno inštitutsko zasnovano knjižnico s prostim pristopom do gradiva. 
Oddelek je močno povezan tudi s Slovenskim umetnostnozgodovinskim društvom, ki izdaja Zbornik za umetnostno zgodovino, kar prinaša dodatne možnosti podiplomskim študentom in doktorandom ter jim olajša prihod do prvih znanstvenih objav. 
Sam program se je pričel prenavljati že v devetdesetih letih, kar je za študente pomenilo, da so imeli večji izbor seminarjev in večje število pisnih izdelkov. Zadnji sklop sprememb pa je povezan z bolonjsko reformo, s shemo 3+2 in semestrskimi sklopi predavanj. Prenovljeni programi so se pričeli izvajati v letu 2008/2009. Tako kot na obči se je na " domači " katedri snov razdelila med dva predavatelja, v začetku 70. letih je srednjeveški del prevzel Janez Höfler. Predavanja iz muzeologije in konservatorstva je na oddelku vpeljal Franjo Baš, po njegovi smrti pa Sergej Vrišer, sodelovali so še Janez Mikuž, Mirko Šubic in Milan Železnik, Mirko Kambič pa je začel predavati zgodovino fotografije.

## Organiziranost
Oddelek ima tri katedre:
- Katedra za slovensko umetnost in umetnost drugih južnoslovanskih narodov,
- Katedra za občo umetnost,
- Katedra za konservatorstvo in muzeologijo.

## Študijski programi

### Dodiplomski študij
Stari študijski programi: 
Dvopredmetno-pedagoška smer
Oddelek za umetnostno zgodovino je pred sprejetjem bolonjskega sistema izvajal dvopredmetni-pedagoški študij. Študijski program je omogočal študij umetnostne zgodovine v povezavi z drugimi študijskimi smermi Filozofske fakultete. Smer je bila tudi pedagoška, kar pomeni, da se je lahko diplomant/ka zaposlil v izobraževalnih ustanovah.
Novi študijski programi:
Oddelek za umetnostno zgodovino je postopoma uvajal nove bolonjske študijske programe. Splošni proces prenove študijskih programov v skladu s smernicami t. i. bolonjskega procesa, razvoj umetnostnozgodovinske stroke in sodobna načela pedagogike, so posodobili študijski program Umetnostne zgodovine.
Prvostopenjski  univerzitetni študijski program Umetnostna zgodovina-enopredmetna
V študijskem letu 2008/2009 so pričeli s tri letnim prvostopenjskim dodiplomskim programom Umetnostna zgodovina. Študijski program ne vsebuje posameznih smeri oz. modulov, prinaša pa številne novosti. Po uspešno opravljenih študijskih obveznostih pridobi diplomantka oz. diplomant študijskega programa strokovni naslov diplomirana umetnostna zgodovinarka (UN) oz. diplomirani umetnostni zgodovinar (UN).  Diplomant/ka je z osvojenim znanjem  usposobljen za opravljanje specifičnih nalog v muzejih, galerijah in podobnih kulturnih ustanovah ter zavodih za varstvo kulturne dediščine, pridobi pa tudi splošne kompetence.
Dvodisciplinarni univerzitetni študijski program prve stopnje 
Dvodisciplinarni študijski program prve stopnje Umetnostna zgodovina Filozofske fakultete Univerze v Ljubljani je triletni univerzitetni študijski program. Študijski program ne vsebuje posameznih smeri oz. modulov. Dvodisciplinarni študij tako omogoča pedagoško kot nepedagoško nadaljevanje študija na drugi stopnji, ima ustreznejšo vsebinsko strukturo programa in prinaša številne novosti.
Po uspešno opravljenih študijskih obveznostih pridobi diplomantka oz. diplomant študijskega programa strokovni naslov diplomirana umetnostna zgodovinarka (UN)oz. diplomirani umetnostni zgodovinar (UN), pri čemer je polni naslov odvisen od vsakokratnega individualnega izbora druge študijske discipline (predlog krajšave dipl. um. zg.).  Diplomant/ke pridobijo znanja in usposobljenosti iz dveh disciplin, katerih cilj je, da se jih usposobi za nove kompetence na podlagi razumevanja in povezovanja različnih vidikov predmetno specifičnega znanja.
Oddelek za umetnostno zgodovino ga bo predvidoma razpisal v študijskem letu 2009/2010.

### Podiplomski študij
Drugostopenjski magistrski študijski program Umetnostna zgodovina
Študijski program druge stopnje Umetnostna zgodovina – enopredmetna Filozofske fakultete Univerze v Ljubljani je dvoletni magistrski študijski program. Po uspešno opravljenih študijskih obveznostih pridobi diplomantka oz. diplomant študijskega programa strokovni naslov magistra umetnostne zgodovine oz. magister umetnostne zgodovine. Magistra/ter je usposobljen za raziskovanje problemov, za samostojno delo v muzejskih inštitucijah, likovnih galerijah ter drugih kulturnih ustanovah. Razvija veščine, ki so potrebne za samostojno znanstvenoraziskovalno delo ter pridobi splošne kompetence.

### Doktorski študij
Doktorski študij s področja umetnostne zgodovine se izvaja v okviru študijskega programa Humanistika in družboslovje.

## Knjižnica
Zaradi redkosti in dragocenosti gradiva oddelčna knjižnica deluje
kot čitalnica in hrani približno 30.000 enot. Pristop do gradiva je prost. Za obiskovalce je knjižnica med študijskim letom odprta od ponedeljka
do četrtka od 9h-18h, v petek pa od 9h-14h. Knjižnica je od leta 1996 vključena v sistem
COBISS/OPAC in je osrednja slovenska knjižnica za umetnostno zgodovino ter
skrbi za bibliografijo raziskovalcev za potrebe Agencije za raziskovalno dejavnost RS. 

## Slovensko umetnostnozgodovinsko društvo
Slovensko umetnostnozgodovinsko društvo (SUZD) je prostovoljno, samostojno in nepridobitno stanovsko združenje umetnostnih zgodovinarjev in drugih v stroki aktivnih delavcev ter deluje v javnem interesu. Združujejo ga skupni interesi pri preučevanju, poglabljanju, utrjevanju in pospeševanju umevanja slovenske in svetovne umetnostne zgodovine ter varovanja kulturne dediščine. Društvo deluje že od leta 1921, pobudo za ustanovitev društva je dal Izidor Cankar, eden od utemeljiteljev slovenske umetnostnozgodovinske stroke. Od leta 1999 bienalno podeljujejo nagrade, priznanja in častna priznanja Izidorja Cankarja. SUZD je tudi član mednarodnega strokovnega združenja umetnostno zgodovinskih društev CIHA. Društvo ima sedež na Filozofski fakulteti.

## Društvo študentov umetnostne zgodovine Kunsthisterik
Društvo študentov umetnostne zgodovine Kunsthisterik je bilo ustanovljeno na občnem zboru 09.01.2004, na pobudo študentov umetnostne zgodovine z namenom združevanja vseh študentov na Oddelku za umetnostno zgodovino. Organi društva so bili izvoljeni na izrednem občnem zboru 17.03.2004. V času od ustanovitve je svojo dejavnost razširilo na različna področja obštudijskih dejavnosti in s tem postalo sestavni del življenja na oddelku. V preteklosti so pri snovanju idej in izpeljavi pomembnih projektov tako sodelovali: Vesna Kamin, David Kožuh, Franci Lazarini, Mateja Maučec, Donovan Pavlinec, Katarina Šmid, Petra Šušteršič in Asta Vrečko.
Artfiks je revija, ki je nastala pod okriljem društva študentov umetnostne zgodovine Kunsthisterik. Ideja o reviji ni nova, vendar je tokratni poskus prvi, ki se je tudi realiziral v obliki pdf revije, ki je na voljo za prosti prenos na osebne računalnike, pametne telefone ipd.

## Predstojniki
- 1920-1938   Izidor Cankar
- 1938-1957   France Stele
- 1958-1994   Stane Mikuž, Milček Komelj, Nace Šumi
- 1994-1996   Janez Höfler
- 1996-2000   Nataša Golob
- 2000–2004   Samo Štefanac
- 2004–2008   Tine Germ
- 2008-2012   Matej Klemenčič
- 2012–2013   Katja Mahnič
- 2013-2014   Tine Germ
- 2014-2016   Samo Štefanac
- 2016-2018   Rebeka Vidrih
- 2018-2020   Katja Mahnič
- 2020-   Matej Klemenčič